# Camera dei rappresentanti della Pennsylvania
La Camera dei rappresentanti della Pennsylvania è la camera bassa dell’Assemblea generale della Pennsylvania. Essa si riunisce, insieme al Senato, nel Campidoglio dello Stato della Pennsylvania. 
È composta da 203 membri, ognuno dei quali eletti per un mandato biennale. I rappresentanti non sono soggetti a un numero di mandati.